# 全日本実業団バスケットボール選抜大会
全日本実業団バスケットボール選抜大会（旧：全日本実業団バスケットボール競技大会）は、日本実業団バスケットボール連盟が主催するバスケットボール大会である。

## 概略
1990年に「全日本実業団バスケットボール競技大会」として第1回大会を開催。2005年より現大会名となる。また、11月に行われる全日本社会人バスケットボール選手権大会の実業団推薦予選も兼ねている。
2000年までは関東中心に持ち回りで開催され、日本リーグ所属チームも参加していた（男子は1994年まで）。
2001年からは毎年9月に船橋市総合体育館で固定開催されていたが、2010年はひらつかアリーナに移し再び持ち回りとし、2015年は深谷市総合体育館で開催。
かつて当大会からは上位チームは日本リーグ（現B3.LEAGUE・Wリーグ）への推薦を受けることになっていたが、参戦するかどうかはチームの意向に委ねられており、2007年優勝のアイシンAWを最後に上位リーグ昇格は行われていない。そのため、現在は上位リーグへの推薦は事実上消滅している（Wリーグより降格していた山梨クィーンビーズの復帰条件は当大会ではなく全日本実業団選手権上位が課されていた）。
参加チームは各地域実業団連盟から推薦される形で出場権を得る。

### 選手登録
- 1チームの大会登録は、役員・スタッフ7名以内・選手18名以内。
- 外国人登録は、1チーム2名までとし、オン・ザ・コートは1名。かつては女子の外国人登録は禁止されていた。

### 競技方法
- 男子16チーム・女子8チームによるノックアウト方式。
- 初日の敗者による交流戦を2日目に実施。交流戦の延長戦はなし。
- 全日本社会人選手権へは男子上位6チーム、女子上位3チームが進出。男子の5・6位は5・6位決定戦を行い、トーナメント優勝チーム側の勝者を5位、準優勝チーム側を6位とする。

## 歴代決勝記録
| 回                                     | 年   | 男子         | 男子     | 男子             | 女子             | 女子         | 女子               | 備考                        |
| 回                                     | 年   | 優勝         | 決勝     | 準優勝           | 優勝             | 決勝         | 準優勝             | 備考                        |
| -------------------------------------- | ---- | ------------ | -------- | ---------------- | ---------------- | ------------ | ------------------ | --------------------------- |
| 全日本実業団バスケットボール選手権大会 |      |              |          |                  |                  |              |                    |                             |
| 1                                      | 1990 | 住友金属     | -        | NKK              | 共同石油         | -            | 日本航空           | 10月平塚・横浜              |
| 2                                      | 1991 | 松下電器     | -        | 三菱電機         | （開催なし）     | （開催なし） | （開催なし）       | 東京・平塚・市川            |
| 3                                      | 1992 | 三井生命     | 70 - 66  | 松下電器         | 日鉱共石         | 61 - 38      | 日立甲府           | 3月東京                     |
| 4                                      | 1993 | NKK          | -        | いすゞ自動車     | シャンソン化粧品 | -            | ジャパンエナジー   | 9月                         |
| 5                                      | 1994 | NKK          | -        | いすゞ自動車     | シャンソン化粧品 | -            | ジャパンエナジー   | 11月                        |
| 6                                      | 1996 | 大日本印刷   | -        | 東京日産         | 鶴屋百貨店       | -            | 日本通運           | 10月市川・浦安              |
| 7                                      | 1997 | オーエスジー | -        | 大日本印刷       | デンソー         | -            | ジャパンエナジー   | 6月東京                     |
| 8                                      | 1998 | オーエスジー | 89 - 61  | 大日本印刷       | トヨタ自動車     | 64 - 59      | ユニチカ           | 6月安城・東京               |
| 9                                      | 1999 | 日立電線     | 59 - 51  | 北陸電力         | シャンソン化粧品 | 89 - 81      | ジャパンエナジー   | 11月市川・浦安・神戸        |
| 10                                     | 2000 | 黒田電気大阪 | 72 - 56  | アイシンAW       | シャンソン化粧品 | 79 - 71      | ジャパンエナジー   | 6月平塚・藤沢・有明・名古屋 |
| 11                                     | 2001 | 日本無線     | 105 - 78 | 札幌市役所       | 鷺宮製作所       | 71 - 56      | 山形銀行           | 今大会より9月船橋           |
| 12                                     | 2002 | 東京海上     | 73 - 71  | JR東日本秋田     | 鶴屋百貨店       | 71 - 70      | 秋田銀行           |                             |
| 13                                     | 2003 | JR東日本秋田 | 65 - 51  | 日本無線         | 鶴屋百貨店       | 83 - 62      | 豊田紡織           |                             |
| 14                                     | 2004 | JR東日本秋田 | 78 - 76  | 横河電機本社     | 鷺宮製作所       | 79 - 74      | 鶴屋百貨店         |                             |
| 全日本実業団バスケットボール競技大会   |      |              |          |                  |                  |              |                    |                             |
| 15                                     | 2005 | 豊田合成     | 68 - 57  | JR東日本秋田     | 秋田銀行         | 71 - 65      | 鶴屋百貨店         | 実業団競技大会に変更。      |
| 16                                     | 2006 | アイシンAW   | 86 - 77  | JR東日本秋田     | 秋田銀行         | 64 - 51      | 山形銀行           |                             |
| 17                                     | 2007 | 横河電機     | 88 - 60  | 九州電力         | 秋田銀行         | 75 - 57      | 鶴屋百貨店         |                             |
| 18                                     | 2008 | 横河電機     | 74 - 58  | JR東日本秋田     | 山形銀行         | 60 - 57      | 鶴屋百貨店         |                             |
| 19                                     | 2009 | 横河電機     | 76 - 68  | JR東日本秋田     | 鶴屋百貨店       | 76 - 68      | 山形銀行           |                             |
| 20                                     | 2010 | 横河電機     | 98 - 69  | 三井住友銀行     | 山形銀行         | 80 - 74      | 鶴屋百貨店         | 平塚で開催                  |
| 21                                     | 2011 | 日本無線     | 109 - 67 | 新生紙パルプ商事 | 山形銀行         | 84 - 64      | 秋田銀行           |                             |
| 22                                     | 2012 | 九州電力     | 82 - 59  | 曙ブレーキ工業   | 山形銀行         | 81 - 56      | 秋田銀行           | 平塚で開催                  |
| 23                                     | 2013 | 日本無線     | 79 - 64  | 曙ブレーキ工業   | 山形銀行         | 63 - 43      | 秋田銀行           | 岡崎で開催                  |
| 24                                     | 2014 | 九州電力     | 75 - 58  | 曙ブレーキ工業   | 山形銀行         | 76 - 58      | 紀陽銀行           | 平塚で開催                  |
| 25                                     | 2015 | 九州電力     | 82 - 65  | 黒田電気東京     | 鶴屋百貨店       | 84 - 79      | 山梨クィーンビーズ | 深谷で開催                  |
| 26                                     | 2016 | 九州電力     | 73 - 63  | 日本無線         | 紀陽銀行         | 82 - 63      | 鶴屋百貨店         | 八王子で開催                |
| -                                      | 2017 | JR東日本秋田 | 78 - 68  | リンタツ         | 鶴屋百貨店       | 70 - 67      | 秋田銀行           | 平塚で開催                  |